# Центральный рынок (Липецк)
Центра́льный ры́нок — основной рынок в Липецке. Расположен в Советском округе на площади Победы, 6. Занимает квартал между улицами Терешковой, Папина, а также безымянным проездом — продолжением улицы 8 Марта.
Главное здание Центрального колхозного рынка было построено в 1988 году по проекту архитектору М. В. Мордуховича. Он вмещает 350 мест. Здание по форме круглое, сверху — световая ротонда с названием рынка. Вдоль улиц Терешковой и 8-го Марта были построены галереи.
Помимо зданий торговля располагается также во дворе, а также на противоположной стороне от сквозного проезда, соединяющего площадь Победы и улицу Папина — у дома № 6 по Союзной улице.
В зданиях в основном торгуют пищевыми продуктами (мясом, рыбой, овощами, фруктами), на временных лавках — одеждой и обувью.
В 2000 году под улицей Терешковой к рынку построили подземный пешеходный переход (арх. М. В. Мордухович).